# Туфан (MRAP)
Туфан (перс. توفان — Шторм) — иранский бронеавтомобиль типа MRAP. Он был разработан и производится Министерством обороны Ирана для сухопутных войск КСИР и НАДЖА.

## История
Впервые MRAP был представлен на съезде IPAS в Иране в 2016 году. Публичная презентация Toofan состоялась 20 ноября 2018 года. На мероприятии присутствовал министр обороны и бригадный генерал Амир Хатами. Первоначально было произведено 5 бронемашин.
После того, как MRAP был представлен, компания Streit Group заявила, что они изучают правовые варианты возмещения ущерба.
26 июня 2021 года Бронемашины Toofan участвовали в параде, организованном Силами народной мобилизации (СНМ) в лагере Ашраф, Дияла.

## Конструкция
Toofan был разработан для того, чтобы предоставить иранским силам мобильное транспортное средство, способное выполнять логистические и боевые задачи на всех возможных театрах военных действий. Toofan защищён от засад с помощью противоминной защиты, которая выдерживает наземные мины, самодельные взрывные устройства (СВУ), а также баллистической зашиты, которая выдерживает пули со стальным сердечником. Может быть оснащен защитой стандарта STANAG 2 или 3 уровня.
Оснащён дизельным двигателем мощностью 360 л.с. Машина способна преодолевать 1,5 метра воды и препятствия высотой до 50 см. Может перевозить до 10 человек личного и оснащён шинами с системой Run-Flat, что позволяет ему проезжать до 50 километров со спущенной шиной. Запасное колесо установлено с правой стороны. Может двигаться со скоростью до 100 км/ч.
Компоненты MRAP производятся в Иране, за исключением коробки передач, двигателя и подвески. V-образный корпус используется для отражения взрывов снизу.

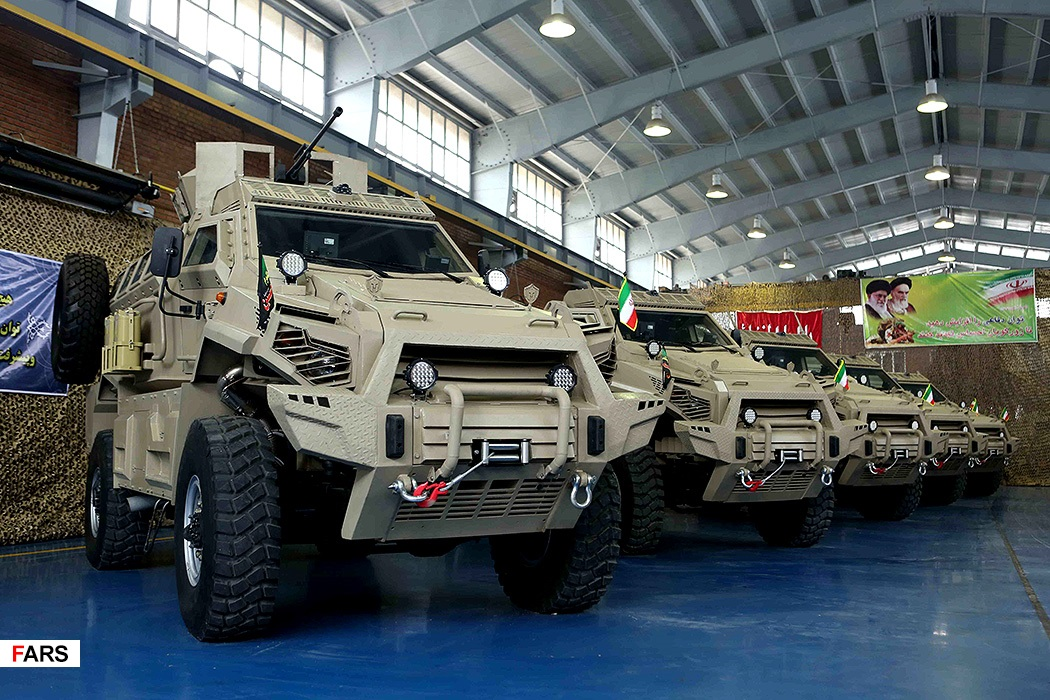

Внешний вид напоминает бронеавтомобиль Typhoon производства компании Streit Group, сходство основано на его внешнем виде и размерах.

### Вооружение
При необходимости Toofan может быть оснащён полутяжелым вооружением на орудийных щитах и башнях на заднем борту, включая 12,7-мм крупнокалиберный пулемёт.

## Расходы

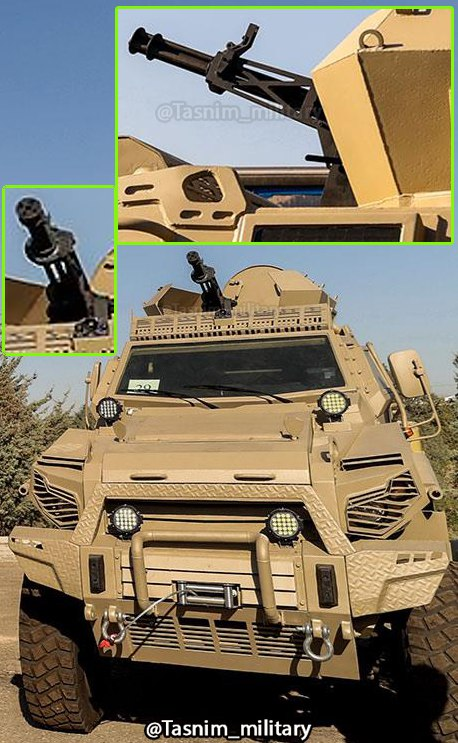
12,7-мм пулемёт

Стоимость программы не разглашается, но в своем обращении к прессе бригадный генерал Хатами заявил, что «такой автомобиль стоит около 500.000 долларов на международном рынке, [тогда как] иранские специалисты изготовили Toofan по гораздо более низкой цене».

## Страны-эксплуатанты
- Иран: Корпус стражей исламской революции (КСИР)[13] и Силы правопорядка Исламской Республики Иран (СПИРИ).[3]
- Ирак: Силы народной мобилизации[14]